# Hóa dầu
Hóa dầu (tiếng Anh: Petrochemistry) là chuyên ngành hóa học nghiên cứu chuyển hóa dầu thô và khí tự nhiên thành các sản phẩm và nguyên liệu thô khác.
Dầu thô và khí tự nhiên là những hợp chất hyđrocacbon, vì thế hóa dầu nghiên cứu về cách tổng hợp các hợp chất hyđrocabon từ thành phần của dầu thô và khí tự nhiên. Sản xuất nhiên liệu cho các động cơ là ví dụ điển hình nhất cho ngành hóa dầu.
Các nghiên cứu mở đường cho ngành hóa dầu bắt đầu từ đầu thế kỷ 20 (quy trình Fischer-Tropsch). Từ khi các nhiên liệu sinh học bắt đầu được chú ý đến, hóa dầu, ngành được xem như là đặc biệt "thối" và "bẩn", được đánh giá cao hơn (diesel sinh học).
Hóa dầu là gạch nối giữa công nghiệp dầu thô và công nghiệp hóa, chế biến từ một số phân đoạn nhất định trong quá trình chưng cất dầu thô thành một số sản phẩm thô dùng trong công nghiệp hóa. Vì thế mà hóa dầu chiếm một vị trí cơ bản trong bộ môn hóa hữu cơ, bộ môn hóa mà ngày nay được xem như là lãnh vực quan trọng nhất của hóa học.